# Олимпийский стадион (Сеул)
Олимпийский стадион Чамсиль — стадион в Сеуле, Республика Корея, главный стадион летних Олимпийских Игр 1988 года, центральное сооружение спортивного комплекса «Чамсиль» в районе Сонпхагу, на юго-востоке города к югу от реки Ханган.
Стадион был спроектирован Ким Су Джином. Изящные линии профиля стадиона подражают изящным кривым корейской фарфоровой вазы династии Чосон. Зрители располагаются, на двух рядах секторов, покрытых выдвигающейся крышей, добавленной после Олимпийских Игр. Первоначально стадион вмещал приблизительно 100 000 человек, сегодня — 69 950.
До его строительства наибольшие стадионы Сеула были Тондэмун и Ходжан с вместимостью 30 000 и 20 000 соответственно, они были слишком маленькими, чтобы принимать спортивные события мирового класса. Строительство нового стадиона началось в 1977 году с целью организации Азиатских Игр в 1986 году. В сентябре 1981 года Сеул был выбран столицей Олимпийских Игр 1988 года.
Стадион открылся 29 сентября 1984 года, и два года спустя принял X Азиатские Игры, потом Олимпийские Игры в 1988 году. Стадион не использовался во время чемпионата мира 2002 года.
В настоящее время стадион используется как домашняя арена футбольной команды «Сеул Юнайтед» из К3 Лиги.